# Pedaal

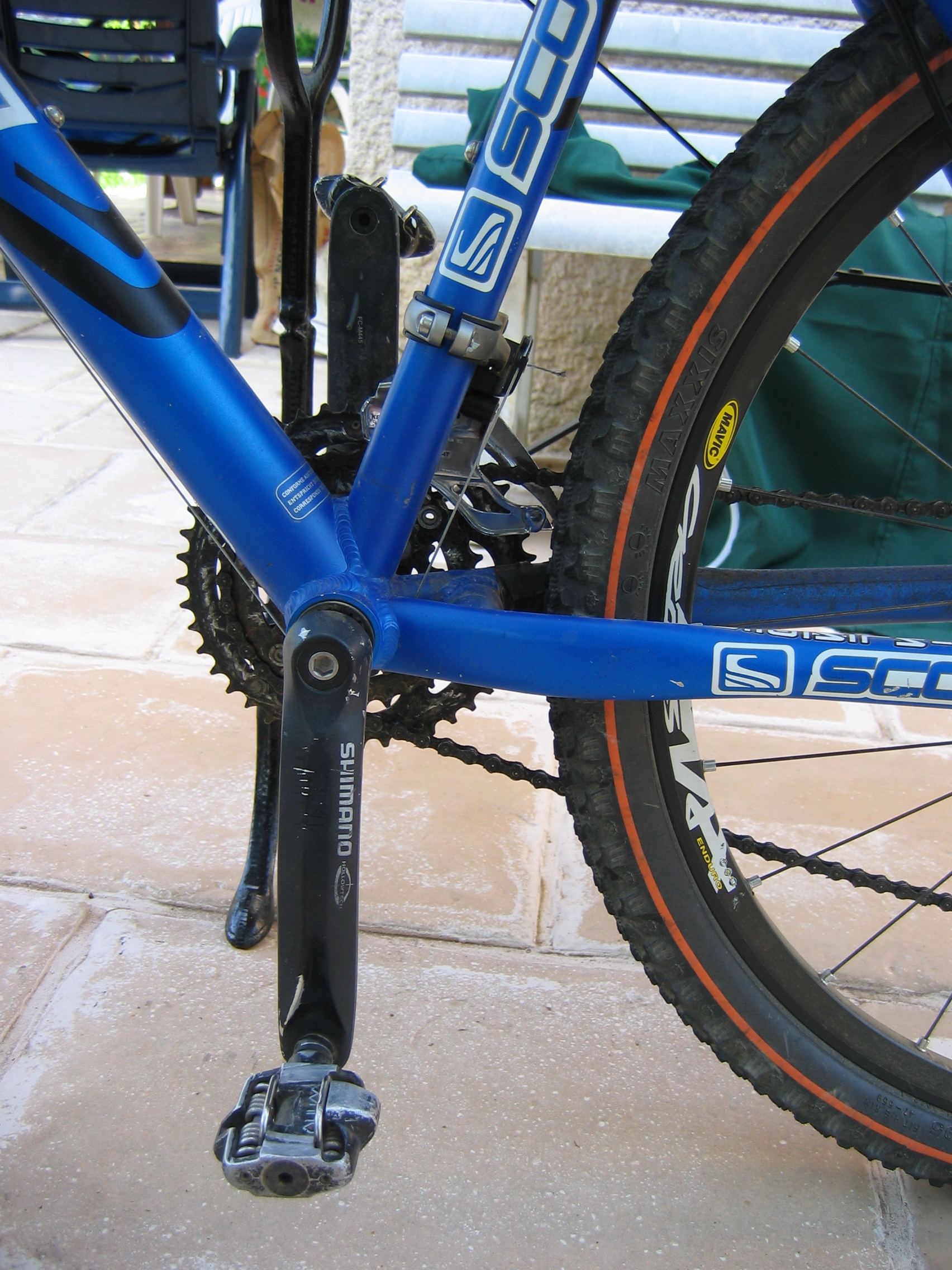
Fietspedaal van een mountainbike

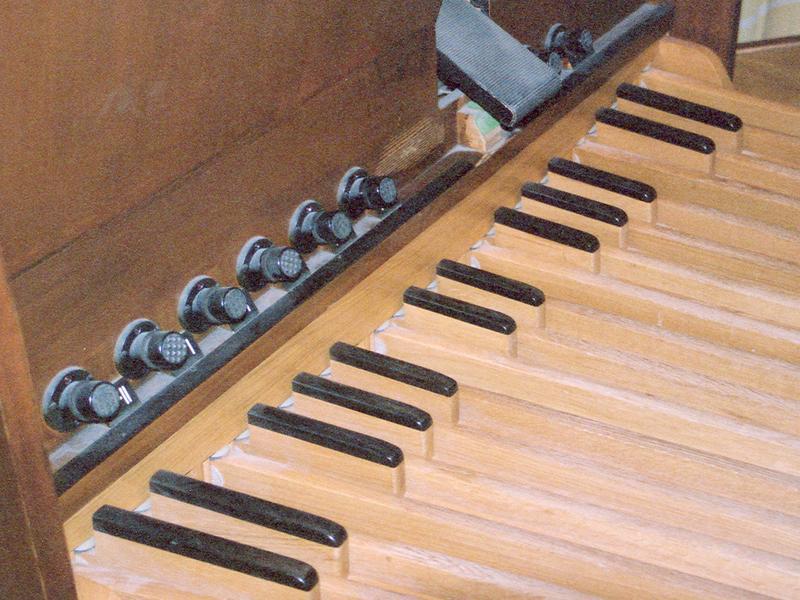
Het pedaal van een pijporgel

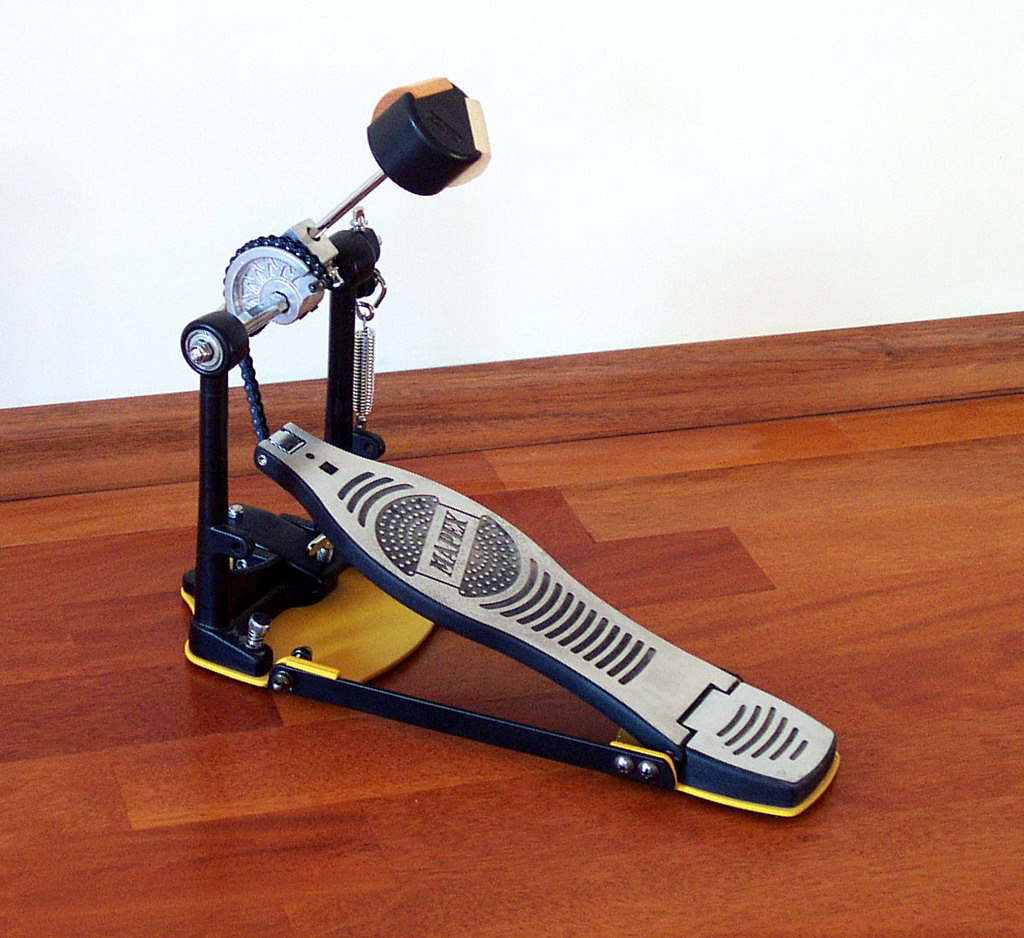
Pedaal van een basdrum

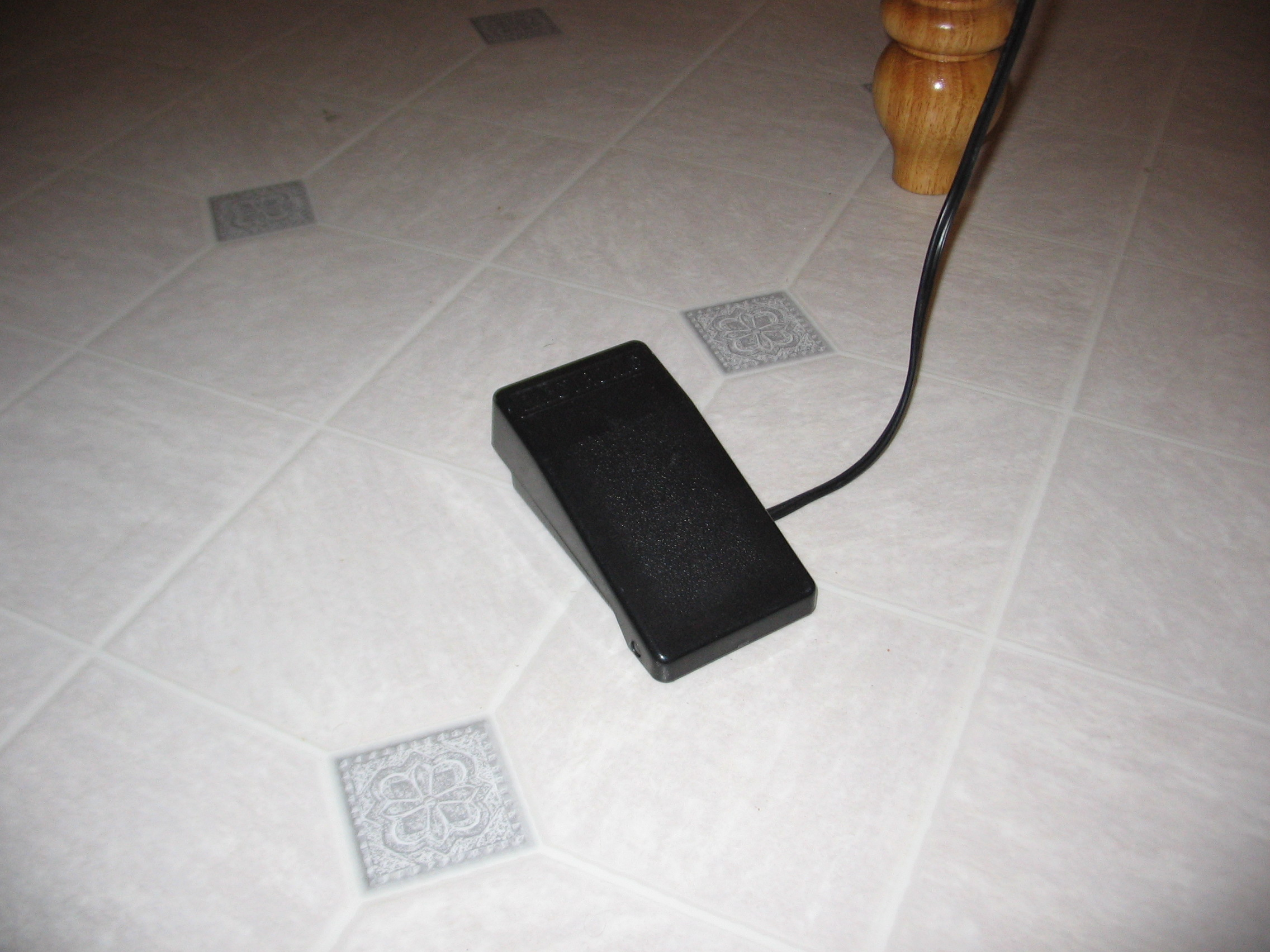
Bedieningspedaal van een elektrische naaimachine

Een pedaal (van het Latijnse pes, tweede naamval pedis) is een onderdeel van een voorwerp, een machine of een instrument dat dient om met een beweging van de voet die machine of dat instrument te bedienen. Bij een mechanische bediening wordt de beweging omgezet in een beweging van een ander onderdeel ervan. Bij een elektrische bediening wordt de beweging omgezet in een elektrische stroom. De bediening kan digitaal zijn (aan of uit, start of stop) of analoog, waarbij een bepaald regelbereik wordt geboden.
De vorm en plaats van een pedaal is vaak zo gekozen dat de bediening hiervan met een voet ergonomisch verloopt. De meeste mechanische pedalen beschikken over een 'vrije slag': wanneer men het pedaal indrukt is er een kleine speling in afstand tussen het moment van indrukken en het moment van werking.
Soms zegt men 'voetpedaal', wat een contaminatie is.
Pedaal is een onzijdig woord (het pedaal) maar er wordt ook wel van de pedaal gesproken.
Voorbeelden zijn:

## Aandrijving
- Het pedaal van een motorloze (trap)naaimachine
- Het pedaal van een fiets, ook wel trapper genoemd
- De windpedalen van een harmonium of orgel

## Musiceren
- Het pedaal van een pijporgel, elektronisch orgel of beiaard: de rij toetsen die met de voeten worden bediend, waarmee meestal de laagste registers worden bespeeld.
- De pedalen van een harmonium waarmee de musicus de blaasbalgen bedient. Bij een orgel geschiedde dat vanouds door een helper (de orgeltrapper of calcant), tegenwoordig door een machine.
- De pedalen van een piano, waaronder het sustainpedaal of legatopedaal (rechts), het una corda-pedaal (links) en soms een derde: het sostenutopedaal (midden). Ook kennen sommige piano's een studiepedaal.
- Het zwelpedaal waarmee bij een elektronisch orgel de geluidssterkte kan worden veranderd.
- Het pedaal van een gitaar, door muzikanten foot switch of effectpedaal genoemd, waarmee speciale geluidseffecten worden bediend of worden in- of uitgeschakeld.
- Het pedaal van sommig slagwerk, zoals een basdrum of bekken.

## Bedienen van functies
- Het pedaal van een waterkraan of toilet op een boot, in een caravan en in een trein.
- Het pedaal van de versnelling op een motorfiets
- De pedalen van een voertuig zoals auto, vrachtauto, autobus, tram of metro met de rem, het gaspedaal en (bij schakelauto's) de koppeling
- De pedalen in een vliegtuig waarmee het richtingsroer en de remmen (indien aanwezig) worden bediend.
- Het pedaal van een elektrische naaimachine.
- Het pedaal van industriële machines, zoals de zetbank.
- Het pedaal van de pedaalemmer om deze te openen.
- Het pedaal ten behoeve van Treindetectie als onderdeel van een installatie voor treinbeveiliging.